# Roeboides ilseae
Roeboides ilseae är en fiskart som beskrevs av Bussing, 1986. Roeboides ilseae ingår i släktet Roeboides och familjen Characidae. Inga underarter finns listade i Catalogue of Life.